# Spade
En spade er et redskab, der bruges til at grave med.

## Typer
Der findes flere former for spader, der bruges i forskellig sammenhæng.

### Almindelig spade
I forhold til skovlen er bladet på en spade stort set parallelt med skaftet. Dette gør den nemmere at grave med i hårdere jord, men samtidig også et dårligere redskab til at flytte fx jord med.

### Drænspade
En drænspade er en særlig form for spade, hvor skinnen er længere og smallere end på en på en normal spade, hvilket gør den særligt velegnet til at grave dræn og huller.

## Anden anvendelse
Ordet spade anvendes også som et skældsord om en person, der opfører sig dumt eller uintelligent.